# Equatorial Energia
Equatorial Energia é uma holding que atua nos segmentos de geração, transmissão e distribuição de energia elétrica, saneamento básico e telecomunicações.

## História
A empresa nasceu com a denominação de Brisk Participações e foi constituída em 16 de junho de 1999 pela PPL Global, inicialmente, para participar do leilão de privatização da Companhia Energética do Maranhão (CEMAR), que foi privatizada no dia 15 de junho de 2000 em decorrência do então Programa Nacional de Desestatização, conhecido também pela sigla "PND", implementado pelo Governo Brasileiro a partir das gestões de Itamar Franco e Fernando Henrique Cardoso.
Em abril de 2004, o controle acionário da Cemar foi transferido à SVM Participações e Empreendimentos Ltda (controlada por fundos de private equity da GP Investimentos) e foi encerrada a intervenção na companhia pela ANEEL.
Em 6 de março de 2006, a ANEEL aprovou a implementação do plano de reestruturação societária proposto pela GP Investimentos, permitindo a venda das ações representando 46,25% do capital social total e de 50% do capital social votante da Companhia para o PCP Latin America Power Fund Ltd.
A SVM negociou com os principais credores da companhia o plano de reestruturação da empresa, o que incluía a renegociação das dívidas (que somavam cerca de R$ 800 milhões) bem como o aumento do capital da Cemar em 155 milhões de reais em conjunto com a Eletrobrás, passando a SVM a deter 65% do capital votante da empresa, enquanto a Eletrobrás passou a deter cerca de 35%.
Em 6 de março de 2006, a ANEEL aprovou a implementação do plano de reestruturação societária proposto pela GP Investimentos, permitindo a venda das ações representando 46,25% do capital social total e de 50% do capital social votante da Companhia para o PCP Latin America Power Fund Ltd.
Em 2006, a empresa abriu uma IPO na Bolsa de Valores de São Paulo.
Em 2007, a Companhia apresentou ao mercado um plano de reestruturação acionária que contemplava 3 etapas. A primeira delas estava relacionada à transação entre GP Investimentos e o PCP Latin America Power Fund Ltd., e propunha a transferência ao PCP Latin America Power Fund da totalidade das ações detidas pela GP Investimentos na Equatorial Energia Holdings LLC, que controlava indiretamente a Companhia. Na segunda etapa do plano de reestruturação, houve a incorporação da PCP Energia Participações S.A. pela Companhia.
Em 2008, a companhia migrou para o segmento Novo Mercado. Na continuidade da reestruturação societária, a PCP Latin America Power S.A. passou a controlar diretamente 55,5% na Companhia.
Em 2012, adquiriu a Celpa, do Pará que pertencia ao grupo Rede Energia no qual estava em recuperação judicial.
Em 2015, após duas operações no mercado acionário, as ações em circulação da Companhia passaram a ser de 100% e seu principal acionista passou a ser a Squadra Investimentos, com aproximadamente 15% do capital.
Em 2018, adquiriu as distribuidoras pertencentes à Eletrobras nos estados de Alagoas e no Piauí, através dos leilões no qual onde participou.
Entre março e julho de 2021, adquiriu a CEEE-D, do Rio Grande do Sul, como também a CEA do Amapá. Ambas foram adquiridas através de processo de desestatização, sendo a empresa a única participante dos referidos leilões.
Em setembro de 2021, a Equatorial venceu num leilão através do Consórcio Marco Zero a concessão de saneamento no estado do Amapá, que passou a ser atendida em 16 municípios do estado, sob o nome de CSA Equatorial. Iniciou suas atividades no ano seguinte.
Em setembro de 2022, a Equatorial adquiriu da Enel Brasil uma distribuidora em Goiás por R$ 1,57 bilhão.
Em 28 de junho de 2024, o governo de São Paulo anunciou que a Equatorial Energia foi a única finalista da oferta pública de ações da Sabesp, tendo  oferecido R$ 6,9 bilhões por 15% de participação, tornando-se o acionista de referência da companhia.
A receita líquida da Equatorial em 2023 foi de R$ 12,3 bilhões, representando um crescimento de 18,5% em relação com o mesmo período do ano anterior. O lucro líquido da companhia foi um pouco mais de R$ 2 bilhões, em 2023, alta de 44% ante 2022.

## Negócios
- Distribuição de energia: através da Equatorial Energia Alagoas, Equatorial Energia Maranhão, Equatorial Energia Pará, Equatorial Energia Piauí, CEEE Equatorial Energia (RS) Equatorial Energia Amapá e Equatorial Energia Goiás, cobrindo 24% do território nacional e atendendo cerca de 10 milhões de clientes;[17]
- Transmissão: 9 ativos operacionais, com mais de 3,2 mil km de linhas. A Intesa é sua subsidiária integral;[17]
- Geração de energia renovável: por meio da Echoenergia, com 10 parques operacionais de energia eólica, totalizando 1.2 GW de capacidade instalada em quatro estados do Nordeste;[17]
- Geração Distribuída: através da E-nova;[17]
- Saneamento: por meio da Concessionária de Saneamento do Amapá (CSA Equatorial), servindo mais de 800 mil pessoas;[17]
- Comercialização de energia: através da Solenergias;[17]
- Telecomunicações: através da Equatorial Telecom, com mais de 4,5 mil km de rede;[17]
- Serviços: através da Equatorial Serviços, prestando atividades de apoio aos demais negócios do grupo.[17]